# Buckingham County
Buckingham County är ett administrativt område i delstaten Virginia, USA, med 17 146 invånare. Den administrativa huvudorten (county seat) är Buckingham. 

## Geografi
Enligt United States Census Bureau så har countyt en total area på 1 511 km². 1 504 km² av den arean är land och 7 km² är vatten.  

### Angränsande countyn
- Fluvanna County - nordost
- Cumberland County - öst
- Prince Edward County - syd
- Appomattox County - sydväst
- Nelson County - väst
- Albemarle County - nordväst